# جيفاكا
كان جيفاكا الطبيب الشخصي لبوذا والملك الهندي بيمبيسارا. عاش جيفاكا في راياغيها، راجغير الحالية، في القرن الخامس قبل الميلاد. يوصف أحيانًا بأنه «ملك الطب»، ويظهر بشكل بارز في الروايات الأسطورية في آسيا كمعالج نموذجي، ويُكرَّم على هذا الأساس من قبل المعالجين التقليديين في العديد من البلدان الآسيوية.
يمكن العثور على روايات حول جيفاكا في النصوص البوذية المبكرة في العديد من التقاليد النصية مثل تقاليد بالي ومولاسارفاستيفادا، وكذلك في الخطابات البوذية اللاحقة (السوترا) ونصوص أفادانا التعبدية. تتفق التقاليد النصية على أن جيفاكا وُلِد كلقيط لمومس، ولكنه تربى على يد عائلة أخرى. عثر أشخاص من البلاط الملكي للملك بيمبيسارا على جيفاكا وربوه. قرر جيفاكا عندما كبر السفر إلى تاكسيلا لتعلم الطب التقليدي من معلم محترم. اتضح أنه طالب واعد، إذ بدأ مهنته العلاجية في راياغيها بعد سبع سنوات. اكتسبت مآثره الطبية سمعة طيبة، وسرعان ما عُيِّن كطبيب شخصي للملك بيمبيسارا وبوذا. أصبح جيفاكا داعمًا مهمًا للدين بعد احتكاكه المتواصل مع بوذا، وأسس في النهاية دير جيفاكاراما. قُتل بيمبيسارا في وقت لاحق على يد ابنه أجاتشيترو، الذي اغتصب العرش. كان لجيفاكا دورًا فعالًا في إحضار أجاتشيترو لرؤية بوذا، وتاب إليه عن أفعاله.
صُوِّر جيفاكا في بعض الروايات وهو يجري عمليات طبية معقدة، من ضمنها تلك التي يمكن تفسيرها على أنها جراحة في الدماغ. يتناقش العلماء حول مدى أهمية هذه الرسوم التاريخية. كُرِّم جيفاكا عبر التاريخ الآسيوي من قبل البوذيين، وإلى حد ما من قبل المعالجين خارج البوذية، كطبيب نموذجي وقديس بوذي. تُنسب إليه العديد من الروايات والإجراءات الطبية في العصور الوسطى في الهند والصين. يُكَرِّم الهنود والتايلانديين جيفاكا حتى يومنا هذا باعتباره راعيًا للطب التقليدي، وله دور مركزي في جميع الاحتفالات المتعلقة بالطب التقليدي التايلاندي. لعبت شخصية جيفاكا الأسطورية أيضًا دورًا مهمًا في المساعدة في التبشير بالبوذية وإضفاء الشرعية عليها. عُدِّلت بعض تفاصيل روايات جيفاكا لتناسب الأوساط المحلية التي نُقِلت فيها. اكتشف الراهب البوذي تشيونتسانغ دير جيفاكاراما في القرن السابع، وبدأ التنقيب فيه في القرن التاسع عشر. يُعد الدير في الوقت الحاضر واحدًا من أقدم الأديرة البوذية مع بقايا أثرية ما تزال موجودة.

## الإرث
تميل الروايات الصينية عن جيفاكا في العصور الوسطى إلى طبيعة هاغيوغرافية (سيرة تقديسية)، واستُخدِمت في التبشير للبوذية أكثر من اعتبارها سيرة ذاتية طبية. إن الثناء على براعة جيفاكا الطبية يعني أيضًا مدح البوذية وإضفاء الشرعية عليها، وذلك نظرًا لارتباط المعرفة العلاجية ارتباطًا وثيقًا بالتبشير للبوذية. اعتبرت النصوص الصينية عن الطب في فترة السلالات الحاكمة الستة (أوائل العصور الوسطى)، جوفاكا أبرز الأطباء، إذ أثرت قصصه على قصص الأطباء الأسطوريين الآخرين، فضلًا عن تأثرها برواياتهم. تعامل جيفاكا مع أمراض النساء في شرق آسيا، وارتبط اسمه بعلم الأمراض النسائية القديم وطب الأطفال.
سُميت العديد من الصيغ الطبية في العصور الوسطى باسمه، وأُشير إليه في العديد من النصوص الطبية بدءًا من القرن الرابع الميلادي على الأقل. يُنسب إليه القول المأثور «كل شيء على الأرض ليس سوى دواء» في نصوص الصيدلة الصينية في القرن السادس. ارتبطت العديد من الأطروحات بجيفاكا أو نُسبت إليه في الطب الصيني في القرن العاشر، وهناك أيضًا دليل يُظهر أنه كان يُنظر إليه على أنه شخصية مهمة في الطب الهندي القديم، وذلك مثل دالهانا، وهو عالم هندي عاش بين القرنين الحادي عشر والثالث عشر، والذي كتب في تعليق على ساسروتا سامهيتا بأن «خلاصة جيفاكا» اعتُبِرت نصًا موثوقًا به عن أمراض الأطفال، وذلك على الرغم من ضياع هذا النص الآن. لم يعني ذلك إجماع جميع آسيا على جيفاكا، إذ أن العديد من النصوص الهندية في العصور الوسطى مثل ماهارافيتي، وقصائد كسيميدرا، صورته مع بعض الأطباء الآخرين على أنهم محتالون. تميل النصوص البوذية، من بين النصوص الهندية، إلى التميز من حيث أنها تمنح الكثير من الشرف لمهنة الطبيب، وكانت المعرفة الطبية تحظى باحترام كبير. يمكن أن يكون الطبيب مرتبطًا بعقيدة خلاص البوذية، ويعود ذلك إلى وصف بوذا غالبًا بأنه طبيب يعالج أمراض الجنس البشري.
كان جيفاكا وما زال رمزًا ومصدرًا للإلهام بالنسبة للعديد من البوذيين والمعالجين التقليديين. قُدِّمت شخصية جيفاكا في النصوص القديمة كدليل على تفوق البوذية في كل من المجالين الروحي والطبي. تصف نسخة جيفاكا سوتراس ومولاسارفاستيفادا جيفاكا عندما التقي بوذا الذي أدلى ببيان أخير قال فيه «أنا أعالج الأمراض الداخلية، وأنت تعالج الأمراض الخارجية»، ويمكن أن تعني كلمة علاج (treat) في هذا السياق «السيطرة» أيضًا. استُخدِمت الروايات حول جيفاكا طوال فترة العصور الوسطى لإضفاء الشرعية على الممارسات الطبية.
أُلِّه جيفاكا في النصوص البوذية المبكرة التي تُرجمت إلى الصينية، ووُصِف بمصطلحات مشابهة مثل المستخدمة في تماثيل بوذا والبوداسَف. أطلق عليه لقب «ملك الطب»، وهو مصطلح يستخدم للعديد من الأطباء الصينيين الأسطوريين. توجد بعض الأدلة على عبادة الناس لجيفاكا على طول طريق الحرير خلال عهد أسرة تانغ (في القرنين السابع والعاشر)، وذلك باعتباره إلهًا راعيًا لصحة الأطفال. ينظر الهنود إلى جيفاكا اليوم باعتباره بطريركًا للشفاء التقليدي، ويعتبره الشعب التايلاندي مبتكرًا للتدليك والطب التايلاندي التقليدي. ما يزال الشعب التايلاندي يبجّله لطلب المساعدة في علاج الأمراض، ويلعب دورًا مركزيًا في جميع الحفلات تقريبًا التي تعد جزءًا من الطب التايلاندي التقليدي. توجد قصص عن رحلات جيفاكا المزعومة إلى تايلاند.
يُعد جيفاكا التاسع من ستة عشر أرهاتيين، في التقاليد النصية السنسكريتية، وهم التلاميذ المكلفون بحماية تعاليم بوذا حتى ظهور بوذا المستقبلي. ذُكِر جيفاكا في النصوص البوذية بأنه ما يزال على قيد الحياة على قمة جبل تسمى غاندامادانا بين الهند وسريلانكا. أصبح دير جيفاكا المقدم إلى المجتمع البوذي يُعرف باسم جيفاكاراما أو جيفاكامبفانا، وعرّفه الحاج الصيني تشيونتسانغ (بحوالي عامي 64-602) بدير في راجغير. اكتُشِفت البقايا وحُفِرت في الفترة بين عامي 1803 حتى 1857. وصف علماء الآثار الدير بأنه «أحد أقدم الأديرة في الهند، ويعود تاريخه إلى عصر بوذا».